# Secours alpin valdôtain
Le Secours alpin valdôtain est une organisation de secours en montagne responsable des interventions terrestres dans les régions alpines ou difficilement accessibles de la Vallée d'Aoste.

## Organisation
Depuis 1954, le Club alpin italien se charge du secours en montagne par le biais du Corps national de secours alpin (CNSA).
La première disposition législative régionale en matière de secours en montagne est définie en 1975.